# Ctenognophos tsekuna
Ctenognophos tsekuna là một loài bướm đêm trong họ Geometridae.